# Caru Alves de Souza
Caru Alves de Souza (anhörenⓘ geboren 1979 in São Paulo) ist eine brasilianische Regisseurin, Drehbuchautorin und Mitbegründerin von Tangerina Entretenimento zusammen mit der Filmemacherin Tata Amaral. Sie hat einen Abschluss in Geschichte von der Universität São Paulo.
Ihr Debütfilm De menor hatte seine Premiere auf dem Internationalen Filmfestival von San Sebastián, bevor er beim Internationalen Filmfestival von Rio als Bester Film ausgezeichnet wurde. Sie führte bei zwei mittellangen Dokumentarfilmen für den brasilianischen Sender TV Cultura und bei zehn Episoden der Dokumentarserie Causando na rua für CINEBRASiLTV Regie. Ihr Film Meu nome é Bagdá hatte seine Premiere auf der Berlinale im Februar 2020 und wurde für den Teddy-Award nominiert.

## Filme
- 2011: Assunto de Família (en: Family Affair)
- 2012: The World of Ulim and Oilut
- 2013: De Menor (en: Underage), San Sebastian International Film Festival 2012
- 2018: Causando na rua, documentary TV series
- 2020: Meu nome é Bagdá (en: My Name is Baghdad), Berlinale 2020[1]

## Auszeichnungen
- Bester Film beim Internationalen Filmfestival von Rio für De menor
- 2020 Im Rahmen der Berlinale verliehener großer Preis der Internationalen Jury von Generation 14plus für den Besten Film, gestiftet von der Bundeszentrale für politische Bildung für Meu nome é Bagdá.[2]